# Spartan (Halo)
De Spartan is een personage uit de Halo-serie. De Spartan is een product van respectievelijk het ORION-project, het SPARTAN-II project of het SPARTAN-III project. 

## Ontstaan
In 2506 werd in het Halo-universum het ORION-programma stopgezet. In de jaren daarna werd duidelijk dat groepen speciale troepen (Mariniers en Orbital Drop Shock Troopers, ook wel ODSTs) niet effectief genoeg waren in het bevechten van vijandelijke troepen. Er zou snel iets gedaan moeten worden aan dit probleem.
Uiteindelijk werd besloten dat er kinderen zouden worden weggehaald bij hun ouders, en verder op de planeet Reach (waar Halo: Reach zich afspeelt) zouden worden opgevoed met militaire normen en waarden, tactiek en oorlogvoering.
Dit verliep niet erg soepel. Tussen 2511 en 2517 waren 150 geschikte kinderen uitgekozen, waar er maar de helft qua budget ondersteund kon worden. Er werden 75 kinderen van beide seksen en van 6 jaar oud ontvoerd, en overgebracht naar de trainingsfaciliteit op Reach. De kinderen werden vervangen door een kloon, die na een korte tijd stierf. Dit was omdat de Office of Naval Intelligence (ook wel ONI) dit project topgeheim wilde houden, dus mochten er geen 'opvallende dingen' met de kinderen gebeuren.
Hoewel het creëren van supersoldaten risicovol en ethisch onverantwoord was, gaf de directie van ONI toch toestemming. Men creëerde een supersoldaat met alle risico's van dien, maar de levens die per supersoldaat gespaard konden worden waren te groot voor ONI om te negeren.
Op Reach kwamen ze onder leiding van Chief Petty Officer Mendez. Hier ontvingen de kinderen een paar jaar lang strenge training. 05:30 opstaan, honderden sit-ups, kilometers joggen, strategische opdrachten en schiet- en vliegoefeningen waren geen uitzondering. De kinderen kregen namen, gebaseerd op hun voornaam en een cijfer. De achternamen mochten niet meer gebruikt worden.
Op twaalfjarige leeftijd waren de Spartans zo sterk dat ze een team van getrainde volwassen soldaten (Tango Company) konden verslaan.

## UNSC SPARTAN Personeel
Hieronder volgt een lijst met alle bekende Spartans die in 2517 zijn ingeschreven.
Volgens ONI's wetgeving gaan Spartans niet dood (Killed In Action, ook wel KIA). Ze zijn alleen vermist (Missing In Action, ook wel MIA).
| Volle naam                       | Status      | Details                                                                                            |
| -------------------------------- | ----------- | -------------------------------------------------------------------------------------------------- |
| SPARTAN-006: Jai                 | MIA         | Verdwenen met de rest van Team Grijs.                                                              |
| SPARTAN-008: Li                  | KIA         | Gedood door een plasma-torpedo.                                                                    |
| SPARTAN-023: Daisy               | KIA         | -                                                                                                  |
| SPARTAN-029: Joshua              | KIA         | Geraakt door Covenant plasma-wapens.                                                               |
| SPARTAN-030: Vinh                | KIA         | Gedood tijdens de val van Reach.                                                                   |
| SPARTAN-034: Samuel              | KIA         | Gedood door een breuk in zijn pantser.                                                             |
| SPARTAN-039: Isaac               | KIA         | Gedood tijdens de val van Reach.                                                                   |
| SPARTAN-042: Douglas             | MIA         | Voor het laatst gezien aan boord van het UNSC-ruimtefregat Spirit of Fire.                         |
| SPARTAN-043: William             | KIA         | Gedood door een paar Hunters in het gevecht om Onyx.                                               |
| SPARTAN-044: Anton               | KIA         | Gedood door een plasma-torpedo.                                                                    |
| SPARTAN-047: Keiichi             | MIA         | Laatst gezien gedurende de terugname van de planeet Harvest.                                       |
| SPARTAN-051: Kurt                | KIA         | Gedood door twee ontploffende kernwapens op de planeet Onyx.                                       |
| SPARTAN-052: Jorge               | MIA         | Laatst gezien gedurende de val van Reach.                                                          |
| SPARTAN-058: Linda               | Zie details | Actief in de Onyx Schildwereld. Bij de val van Reach KIA verklaard, maar later veranderd naar MIA. |
| SPARTAN-059: Malcolm             | KIA         | Gedood tijdens de val van Reach                                                                    |
| SPARTAN-062: Maria               | Pensioen    | -                                                                                                  |
| SPARTAN-069: Solomon             | KIA         | Gedood door een Covenant bom.                                                                      |
| SPARTAN-079: Arthur              | KIA         | Gedood in een Seraph-gevechtsvliegtuig                                                             |
| SPARTAN-087: Kelly               | Zie details | Actief in de Onyx Schildwereld, als MIA geregistreerd.                                             |
| SPARTAN-092: Jerome              | MIA         | Voor het laatst gezien aan boord van het UNSC-ruimtefregat Spirit of Fire.                         |
| SPARTAN-093: Grace               | KIA         | Gedood gedurende een aanval op de Unyielding Hierophant.                                           |
| SPARTAN-101: Victor              | Actief      | -                                                                                                  |
| SPARTAN-104: Frederic            | Zie details | Actief in de Onyx Schildwereld. Geregistreerd als MIA.                                             |
| SPARTAN-111: Adriana             | MIA         | Verdwenen met de rest van Team Grijs.                                                              |
| SPARTAN-117: John (Master Chief) | MIA         | Is nu op Sanghelios. Geregistreerd als MIA omdat de UNSC er niks van weet                          |
| SPARTAN-122: Joseph              | MIA         | Laatst gezien in 2525.                                                                             |
| SPARTAN-130: Alice               | MIA         | Voor het laatst gezien aan boord van het UNSC-ruimtefregat Spirit of Fire.                         |
| SPARTAN-141: Cal                 | KIA         | -                                                                                                  |
| James                            | KIA         | Gedood tijdens de val van Reach.                                                                   |
| Mike                             | MIA         | Verdwenen met de rest van Team Grijs.                                                              |
| Randall                          | MIA         | -                                                                                                  |
| Sheila                           | KIA         | Gedood gedurende het gevecht om Miridem.                                                           |
| "Black-One"                      | Actief      | -                                                                                                  |
| "Black-Two"                      | Actief      | -                                                                                                  |
| "Black-Three"                    | Actief      | -                                                                                                  |
| "Red-Fifteen"                    | KIA         | Gedood gedurende een plasma-bombardement tijdens de val van Reach.                                 |
| SPARTAN-005: René                | Ontslagen   | Wegens medische redenen.                                                                           |
| SPARTAN-018: Kirk                | Ontslagen   | Wegens medische redenen.                                                                           |
| SPARTAN-066: Soren               | Ontslagen   | Wegens medische redenen.                                                                           |
| SPARTAN-075: Cassandra           | Ontslagen   | Wegens medische redenen.                                                                           |
| SPARTAN-084: Fhajad              | Ontslagen   | Werkt voor ONI.                                                                                    |
| SPARTAN-303: Ralph               | KIA         | Gedood gedurende de terugname van de planeet Harvest.                                              |

## Verschijningen
Er zijn in de Halo-serie verschillende verschijningen van één of meerdere Spartans.

### Halo: Combat Evolved, Halo 2, Halo 3
In de spellen Halo: Combat Evolved, Halo 2 en Halo 3 (met uitzondering van Halo 3: ODST) is de protagonist de enige nog levende Spartan. De Spartan (Master Chief Petty Officer John-117) is ook nog eens de hoogste Spartan die er ooit geweest is. De andere Spartans zijn ofwel MIA, ofwel KIA, zoals gezien in de bovenstaande tabel.
De Spartan kan bepaalde wapens dubbel gebruiken, een in elke hand. In Halo 3 kan de Spartan ook nog equipment gebruiken. Equipment zijn voorwerpen die hem tegoed komen, zoals een kogelvrij schild, een opwaartse lift, een stoorzender voor de Motion Tracker, etcetera.

### Halo Wars
In Halo Wars neemt de speler niet de vorm aan van een persoon, maar men speelt het spel als een Real-time strategy. Dat betekent dat de speler troepen moet samenstellen, en daarmee de antagonisten moet verslaan. De Master Chief komt hier niet in voor, maar wel zijn mede-Spartans. Zij zijn standaard uitgerust met een Spartan Laser, die een krachtige rode laserstraal uit die honderden meters verder nog accuraat kan zijn. De Spartans kunnen, in tegenstelling tot Mariniers of ODSTs, vijandelijke voertuigen enteren en overnemen.

### Halo: Reach
In Halo: Reach, is de protagonist wederom een Spartan. Dit keer is het niet de Master Chief, maar een nieuw lid van het Noble-team dat ten tijde van de val van Reach gestationeerd is op de planeet. De Spartans kunnen hier gebruikmaken van Pantser Eigenschappen. Dat is hetzelfde principe als de equipment uit Halo 3, maar de Pantser Eigenschappen zitten aan het pantser vast en zijn voor herhaling vatbaar.